# Gesetz zu Artikel 45b des Grundgesetzes
Das Gesetz zu Artikel 45b des Grundgesetzes (Gesetz über den Wehrbeauftragten des Deutschen Bundestages) regelt die Angelegenheiten des Wehrbeauftragten des Deutschen Bundestages, insbesondere dessen Rechtsstellung, Aufgaben, Befugnisse, Pflichten, Wahl und Versorgung.
Demnach nimmt der Wehrbeauftragte seine Aufgaben als Hilfsorgan des Bundestages bei der Ausübung der parlamentarischen Kontrolle wahr. Er wird auf Weisung des Bundestages oder des Verteidigungsausschusses zur Prüfung bestimmter Vorgänge tätig sowie nach pflichtgemäßem Ermessen auf Grund eigener Entscheidung.
Der Wehrbeauftragte erstattet dem Bundestag einen Jahresbericht und kann dem Verteidigungsausschuss jederzeit Einzelberichte vorlegen.
Er ist befugt, vom Bundesminister der Verteidigung und allen diesem unterstellten Dienststellen und Personen Auskunft und Akteneinsicht verlangen, den zuständigen Stellen Gelegenheit zur Regelung einer Angelegenheit geben, einen Vorgang der für die Einleitung des Straf- oder Disziplinarverfahrens zuständigen Stelle zuleiten, jederzeit alle Truppenteile, Stäbe, Dienststellen und Behörden der Bundeswehr und ihre Einrichtungen auch ohne vorherige Anmeldung besuchen, vom Bundesminister der Verteidigung zusammenfassende Berichte über die Ausübung der Disziplinarbefugnis verlangen und in Strafverfahren und gerichtlichen Disziplinarverfahren den Verhandlungen der Gerichte beiwohnen, auch soweit die Öffentlichkeit ausgeschlossen ist.
Gerichte und Verwaltungsbehörden des Bundes, der Länder und der Gemeinden sind verpflichtet, dem Wehrbeauftragten bei der Durchführung seiner Arbeit Amtshilfe zu leisten.
Jeder Soldat hat das Recht, sich einzeln ohne Einhaltung des Dienstwegs unmittelbar an den Wehrbeauftragten zu wenden. Wegen der Tatsache der Anrufung des Wehrbeauftragten darf er nicht dienstlich gemaßregelt oder benachteiligt werden. Die Eingaben dürfen jedoch nicht anonym abgefasst werden.
Der Wehrbeauftragte wird von der Mehrheit des Bundestages ohne Aussprache für die Dauer von fünf Jahren gewählt, wobei eine Wiederwahl zulässig ist.
Er steht in einem öffentlich-rechtlichen Amtsverhältnis und erhält Amtsbezüge in Höhe von 75 Prozent eines Bundesministers, was der Höhe der Besoldungsgruppe B 11 Bundesbesoldungsgesetz entspricht.